# Лоун Три (Колорадо)
Лоун Три (енгл. Lone Tree) град је у америчкој савезној држави Колорадо.

## Демографија
По попису из 2010. године број становника је 10.218, што је 5.345 (109,7%) становника више него 2000. године.
| Група             | 2000.         | 2010.         |
| Белци             | 4.330 (88,9%) | 8.471 (82,9%) |
| Афроамериканци    | 72 (1,5%)     | 166 (1,6%)    |
| Азијати           | 180 (3,7%)    | 735 (7,2%)    |
| Хиспаноамериканци | 223 (4,6%)    | 630 (6,2%)    |
| Укупно            | 4.873         | 10.218        |